# متن الغاية والتقريب
متن الغاية والتقريب أو متن غاية الاختصار أو متن أبي شجاع أحد كتب الفقه على
المذهب الشافعي، ألفه أحمد بن الحسين الأصفهاني (433 هـ - 500 هـ) المشهور بأبي شجاع، أكثر المؤلف في مؤلفه من التقسيمات وحصر الخصال لذلك اهتم به فقهاء المذهب فاعتنوا بشرحه ونظمه وتوضيحه حتى عُدَّ أصلًا من أصول المذهب المهمة .
يقول أحمد بن الحسين الأصفهاني في مقدمة كتابه:
| متن الغاية والتقريب | سألني بعض الاصدقاء حفظهم الله تعالى أن أعمَلَ مختصرًا للفقه على مذهب الإمام الشافعي رحمه الله تعالى عليه ورضوانه في غاية الاختصار ونهاية الإيجاز ليقرب على المتعلم درسه وعلى المبتدئ حفظه وأن أُكثر فيه من التقسيمات وحصر الخصال فأجبته إلى ذلك | متن الغاية والتقريب |

## شروح الكتاب
شُرح الكتاب كثيراً، كما نُظم ووضعت عليه الحواشي، ومن أهم شروحه:
- كفاية الأخيار لتقي الدين الحصني (ت 829هـ).
- فتح القريب المجيب لابن قاسم الغزي (ت 918هـ).
- الإقناع في حل ألفاظ أبي شجاع للخطيب الشربيني (ت 977هـ).
- نهاية التدريب (نظم) للعمريطي (ت 890هـ)، وقد شُرح هذا النظم في:
- تحفة الحبيب للفشني (ت 978هـ).

وأما الحواشي فمنها:
- الحواشي على فتح القريب المجيب: حاشية الشبراملسي (1078هـ)، وحاشية البرماوي (1160هـ)، وحاشية البيجوري (1277هـ)، وحاشية نووي الجاوي (1316هـ).
- الحواشي على الإقناع: حاشية القليوبي (1069هـ)، وحاشية المدابغي (1170هـ)، وتحفة الحبيب للبجيرمي (1221هـ).

وفي أدلة الكتاب:
- التذهيب في أدلة متن الغاية والتقريب، للدكتور مصطفى ديب البغا.